# Miloslav Vlk
Miloslav Vlk, češki rimskokatoliški duhovnik, škof in kardinal, * 17. maj 1932, Lišnice, † 18. marec 2017, Praga.

## Življenjepis
23. junija 1968 je prejel duhovniško posvečenje.
14. februarja 1990 je bil imenovan za škofa Čeških Budějovic; 31. marca istega leta je prejel škofovsko posvečenje. Med komunistično vladavino in "normalizacijo" po praški pomladi je moral opravljati različna fizična dela, mdr. kot pomivalec oken.
Leta 1990 je postal najprej škof v Českih Budějovicah,
27. marca 1991 pa je bil imenovan za nadškofa in metropolita Prage ter nasledil Františka Tomaška. S tega položaja se je upokojil leta 2010, ko ga je nasledil Dominik Jaroslav Duka.
V letih 1993–2000 je bil predsednik Češke škofovske konference in obenem tudi predsednik Sveta evropskih škofovskih konferenc. 
26. novembra 1994 je bil povzdignjen v kardinala in imenovan za kardinal-duhovnika S. Croce in Gerusalemme.